# Palazzo Berio

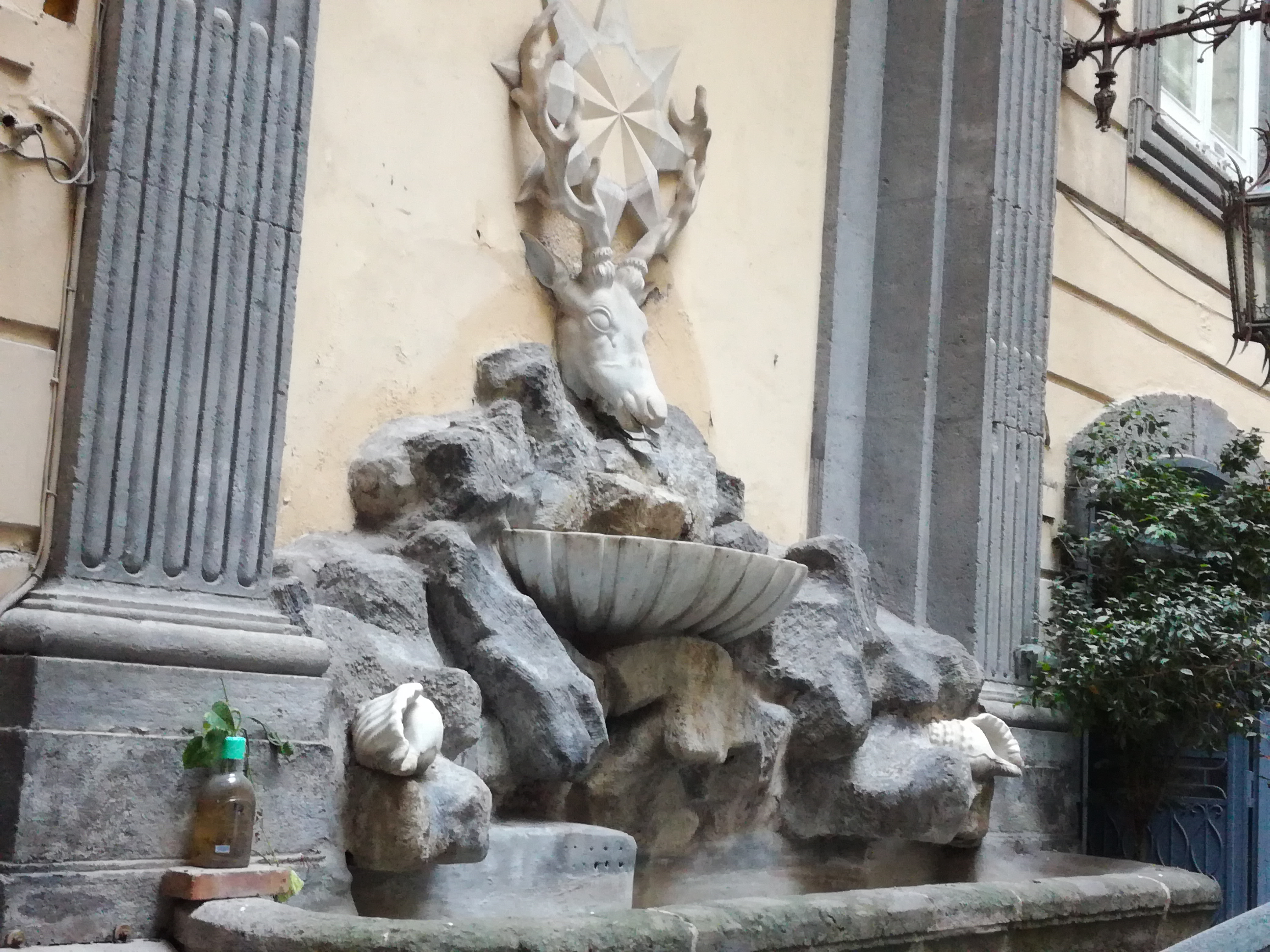
La fontana che decora il giardino di palazzo Berio

Palazzo Berio (già Palazzo Vaaz) è un elegante edificio ubicato nella centrale via Toledo, a Napoli, nel quartiere San Ferdinando, di fronte alla Galleria Umberto I.
È situato al numero civico 256 e prende il nome dal marchese Francesco Berio di Salsa, librettista d'opera lirica e poeta, che della magione fu proprietario nel XIX secolo.

## Storia ed architettura
Fu eretto nel XVI secolo su progetto di Giulio Romano, pupillo di Raffaello Sanzio, e su commissione del conte di Mola, Simone Vaaz, (finanziere e personaggio politico, esponente della famiglia Vaaz de Andrade, neo conversi di origine ebraico sefardita giunti dal Portogallo), al tempo presidente della Regia Camera della Sommaria. Fu poi ristrutturato nella seconda metà del XVIII secolo da Carlo Vanvitelli su disegni di Luigi Vanvitelli e su commissione della famiglia dei Tomacelli.
È abbellito nel cortile da una fontana con testa di cervo. In tempi antichi conteneva un salone per le feste a pianta circolare da circa 1.000 posti ed un teatro da 1.600 posti sulla cui struttura si ritiene sia stato realizzato il Teatro Augusteo ad opera di Pier Luigi Nervi.
Nel 1772 il duca Perrelli di Monasterace lo vendette al patrizio di origini genovesi Giovan Domenico Berio di Salza (?-1791). Fu durante questo periodo, a cavallo fra il Settecento ed il primo Ottocento, che il palazzo era rinomato per la sua biblioteca, fra le più importanti di Napoli, e le numerose opere d'arte contenute fra le quali il gruppo di Canova Adone e Venere.
Dopo il 1820, anno della morte del marchese Francesco Maria Berio (1765-1820), fu frazionato in più parti in ragione della successione, dato che aveva solo figlie che si legarono di matrimonio con i duchi d'Ascoli, i conti Statella, i marchesi Imperiali e i duchi di San Cesareo.
Nel 1922 una parte del palazzo venne resecata per lasciar posto alla realizzazione della piazzetta Augusteo, contemporaneamente alla costruzione della Funicolare Centrale.
Le peripezie subite dal palazzo (spiegate in precedenza) hanno causato la quasi totale perdita delle pitture ad affresco commissionate dal già citato Giovan Domenico Berio a prestigiosi artisti del tempo, quali: Francesco De Mura, Girolamo Starace-Franchis, Giacinto Diano, Antonio Dominici, Crescenzio La Gamba, Gaetano Magri e Marco Vaccaro.
Tuttavia, in anni recenti, a seguito della rimozione di una controsoffittatura, è stato rinvenuto in un salone del primo piano nobile uno dei tre affreschi che, in base alla documentazione pervenutaci, il Diano eseguì per il palazzo .